# Energetický řetěz

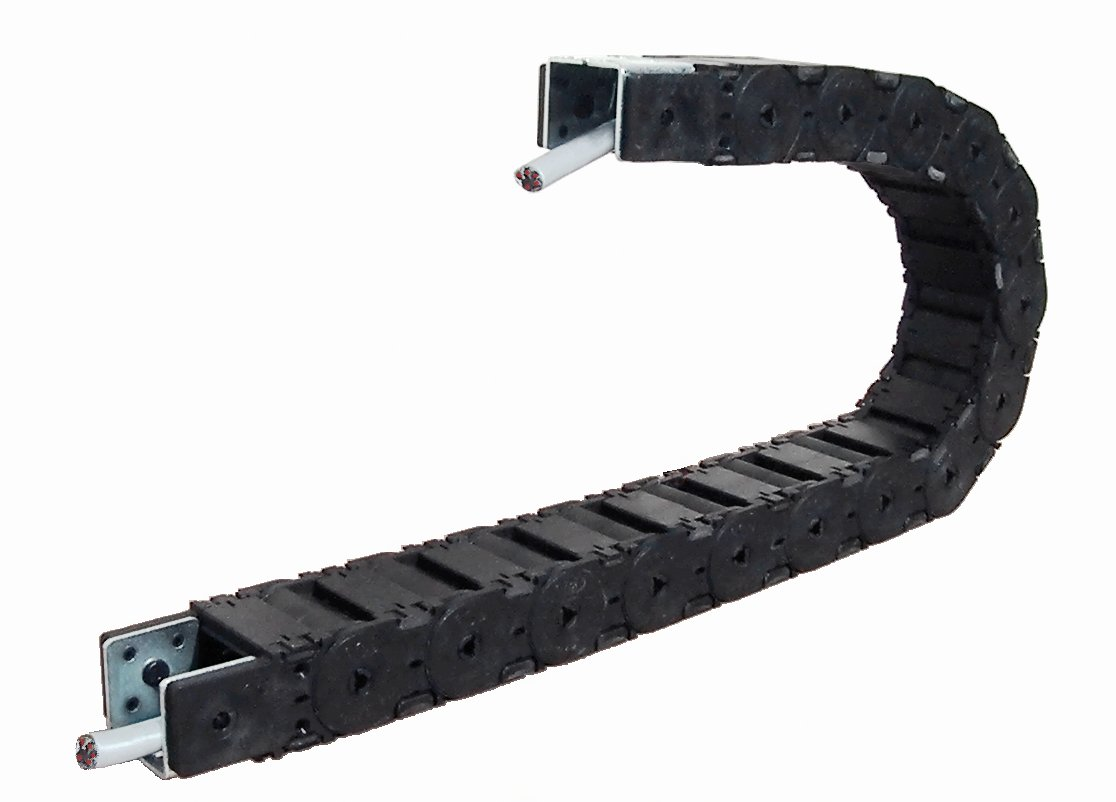
Energetický řetěz uzavřený, z plastu

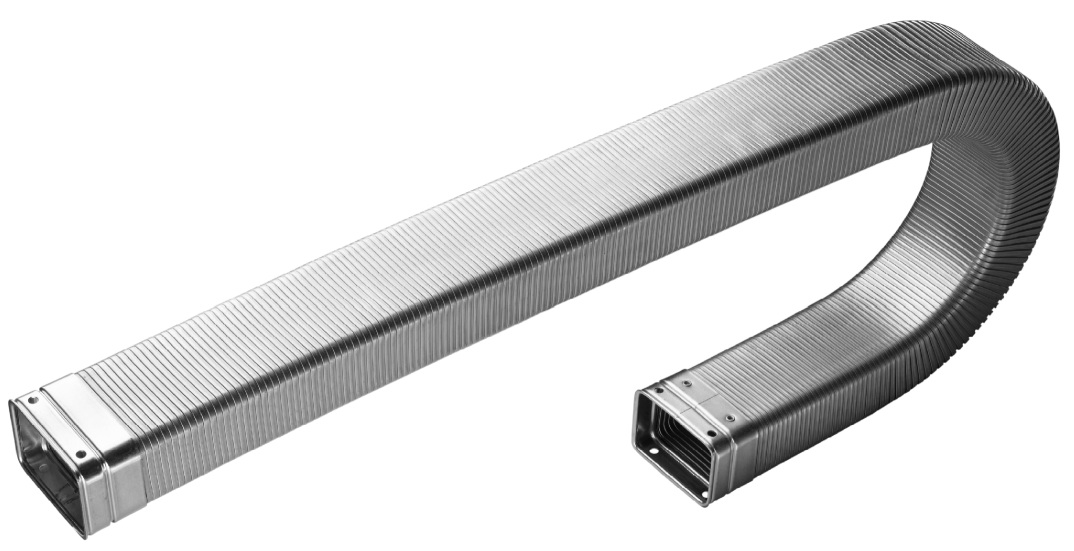
Energetický řetěz uzavřený, kovový

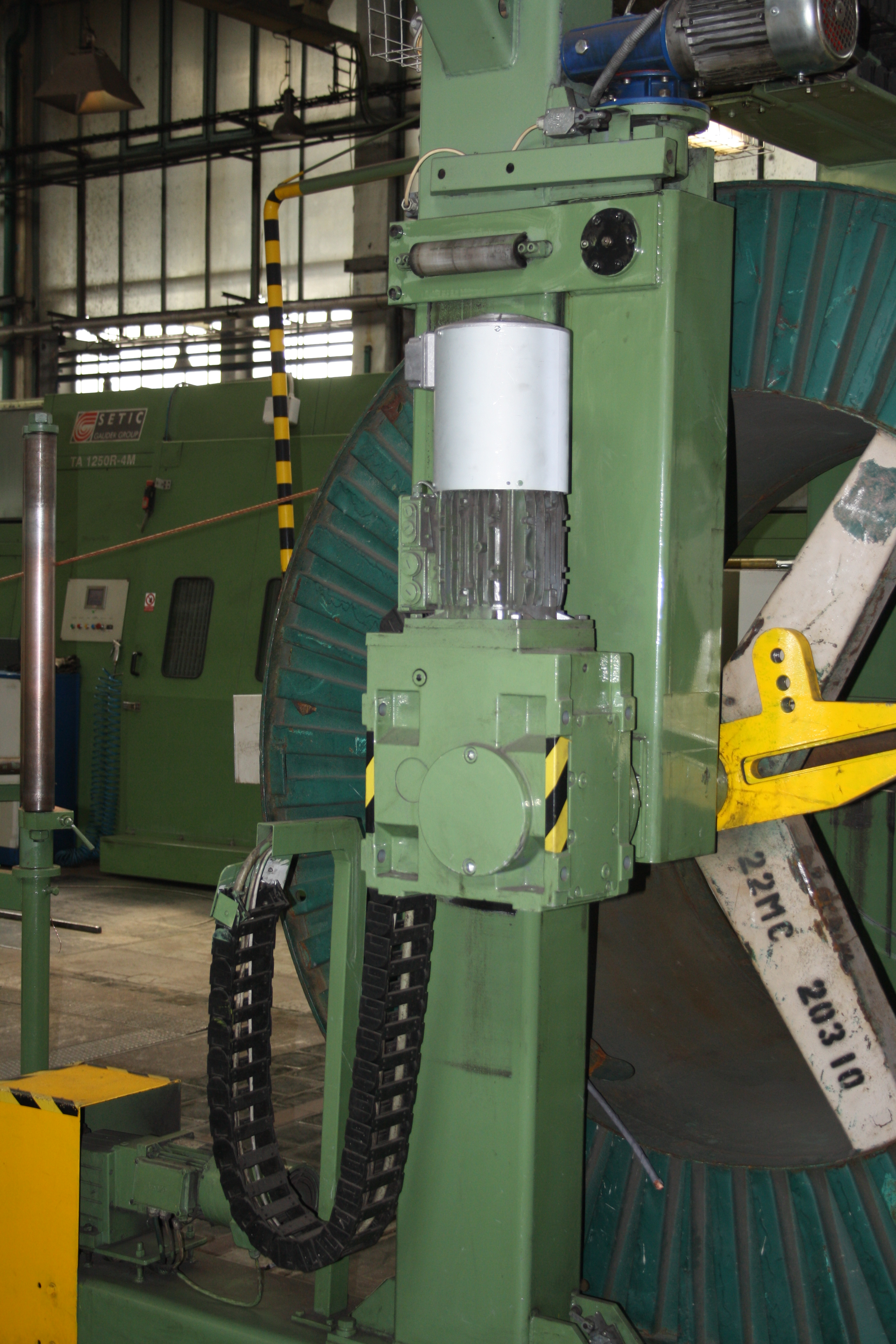
Energetický řetěz napájí pohon navijáku v kabelovně

Energetický řetěz je strojní součást, která nese a chrání ohebné kabely, pneumatická nebo hydraulická vedení. Strojní zařízení často obsahují podsestavy, které se pohybují a vyžadují přívod energie, případně datový spoj. Bez vedení, které kabel chrání a poskytuje mu oporu by byl kabel velmi rychle poškozen. Normalizované díly umožňují sestavení energetických řetězů různých rozměrů i délek.

## Historie
První energetický řetěz byl zkonstruován roku 1953 Gilbertem Waningerem, vývojářem firmy Waldrich Siegen. Na tomto základě byla o rok později založena firma Kabelschlepp pro výrobu ocelových energetických řetězů pro velké frézovací stroje. Od roku 1969 jsou běžně dodávány také řetězy z plastů.

## Technické provedení
Existuje mnoho různých provedení. Nejčastější provedení energetických řetězů má pravoúhlý průřez a kabely jsou umístěny uvnitř. Vstupní a koncový článek jsou propojeny větším počtem shodných průchozích článků. Často je možné články otevřít, tak aby bylo možné do řetězu vložit například konfekciované kabely už ukončené konektory. Ve vstupním a koncovém článku jsou svorky, které dovolují upevnění (zajištění) kabelu. Kabely určené pro energetické řetězy jsou zvláštní konstrukce vyhovující častému pohybu s malým poloměrem ohybu. Oproti obyčejným kabelům jsou kabely pro energetické řetězy vysoce ohebné, odolné proti zkrutu a proti oděru. Snesou 1 až 3 miliony pohybových cyklů. Obyčejné kabely snesou nejvýše 50 tisíc cyklů. V současnosti se většina energetických řetězů zhotovuje z plastů (polypropylen, polyamid). Pro těžká hydraulická vedení nebo zvláště rozměrné řetězy se stále vyrábějí kovová provedení.
Jsou možná následující provedení:
- otevřené
- uzavřené, chráněné před špínou, kovovými třískami, odstřikujícími kapkami při sváření
- odhlučněné
- vhodné do čistých prostor
- bez bočnic, pouhý pás, ke kterému jsou upevněny kabely
- prostorově pohyblivé, pro roboty s více stupni volnosti

## Příklady použití
Energetické řetězy se používají všude, kde je potřeba zásobovat pohyblivé strojní části energií, daty, tekutinami nebo plyny. Charakteristickými příklady jsou obráběcí stroje, regálové zakladače, jeřáby, nebo myčky automobilů.

## Alternativní možnosti
Napájení elektřinou je možné také sběračem, kluznými kroužky, případně indukčním přenosem. Data mohou být přenášena opticky nebo radiofrekvenčně.